# Labello

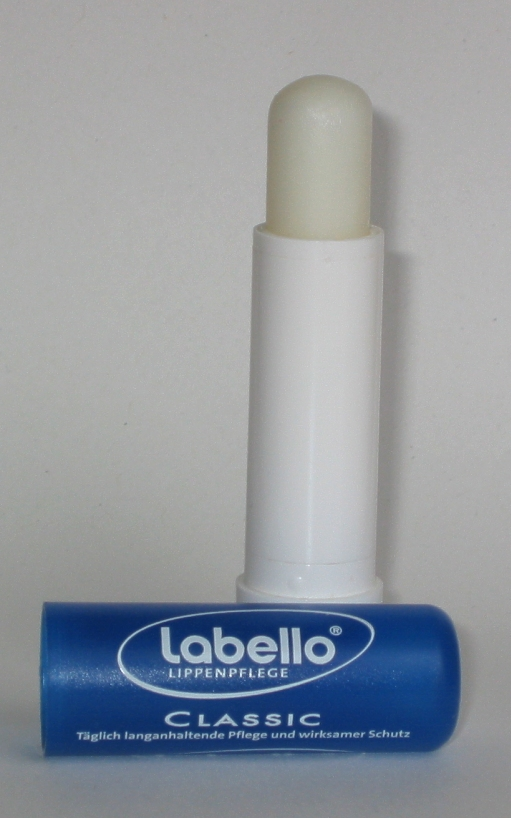
Een geopende stick Labello

Labello is een merk lippenbalsem, dat wordt geproduceerd door Beiersdorf AG. Het middel is sinds 1909 verkrijgbaar.
De naam Labello komt van de Latijnse woorden labium ("lip") en bellus ("mooi"). Het product, dat verkrijgbaar is in verschillende varianten, wordt ook wel verkocht onder de merknaam Nivea. Labello wordt gebruikt bij schrale of droge lippen, om ze zachter te maken en korstjes te voorkomen door het opbrengen van een vettig laagje.
Er bestaan ook CareGloss-varianten van Labello, verpakt in een tube.